# Simple Knowledge Organisation System
Das Simple Knowledge Organization System (SKOS, frei übersetzt „einfaches System zur Organisation von Wissen“) ist eine auf dem Resource Description Framework (RDF) und RDF-Schema (RDFS) basierende formale Sprache zur Kodierung von Dokumentationssprachen wie Thesauri, Klassifikationen oder anderen kontrollierten Vokabularen. Mit SKOS soll die einfache Veröffentlichung und Kombination kontrollierter, strukturierter und maschinenlesbarer Vokabulare für das Semantische Web ermöglicht werden.
SKOS wurde am 18. August 2009 vom W3C als Empfehlung veröffentlicht.
Es enthält eine Zusammenstellung von Standards und Spezifikationen zur Unterstützung von Wissensorganisationssystemen (Knowledge Organisation Systems) wie etwa Thesauri, Klassifikationsschemata, Taxonomien und anderen Arten von kontrolliertem Vokabular.